# DiskCryptor
DiskCryptor là một phần mềm mã hoá toàn ổ đĩa miễn phí và nguồn mở dành cho Windows. Nó cho phép mã hoá toàn bộ ổ cứng hoặc từng phân vùng của máy tính – kể cả ổ cài đặt hệ điều hành.
DiskCryptor được thiết kế để thay thế những phần mềm thương mại như DriveCrypt Plus Pack and PGP Whole Disk Encryption, và sử dụng cả AES-256, Twofish, Serpent hoặc kết hợp các thuật toán xếp tầng (cascaded) trong XTS mode để thực hiện mã hóa.
Dự án này được bắt đầu bởi một cựu thành viên TrueCrypt tên là 'ntldr' (vô danh). Theo nhà phát triển, từ ban đầu nó đã hoàn toàn tương thích với container format của TrueCrypt vì nó sử dụng định dạng phân vùng tương ứng và mã hoá dữ liệu bằng thuật toán AES-256 với chế độ LRW. Tuy nhiên, theo trang web của phần mềm, nó đã cải thiện định dạng để cho phép mã hóa dữ liệu tại chỗ trên Windows XP, cho phép phân vùng hệ thống có cùng định dạng với phân vùng không thuộc hệ thống và hỗ trợ các dự án trong tương lai.

## Tính năng của chương trình
- Hỗ trợ các thuật toán mã hóa AES, Twofish, Serpent, bao gồm cả sự kết hợp chúng.
  - Mã hóa trong suốt các phân vùng của ổ đĩa.
  - Hỗ trợ đầy đủ cho ổ đĩa động.
  - Hỗ trợ đĩa với kích thước sector lớn (quan trọng đối với hardware RAID).
- Hiệu suất được tuyên bố là có thể so sánh với một hệ thống không mã hóa.
  - Hỗ trợ tăng tốc phần cứng AES:
    - AES instruction set trên các CPU gần đây của Intel và AMD;
    - PadLock extensions Lưu trữ ngày 15 tháng 5 năm 2011 tại Wayback Machine trên vi xử lý VIA.

  - Hỗ trợ SSD TRIM extension
- Nhiều lựa chọn cấu hình khởi động một hệ điều hành bị mã hoá. Hỗ trợ nhiều lựa chọn multi-boot.
  - Tương thích hoàn toàn với boot loader bên thứ ba (LILO, GRUB.).
  - Mã hoá phân vùng hệ thống và phân vùng khởi động với xác thực tiền khởi động.
  - Tuỳ chọn đặt boot loader trên external medium và xác thực để sử dụng key medium.
  - Hỗ trợ key files.
- Hỗ trợ đầy đủ cho thiết bị lưu trữ ngoài.
  - Tuỳ chọn mã hoá CD và DVD.
  - Hỗ trợ đầy đủ cho mã hóa thiết bị nhớ USB.
  - Tự động mount phân vùng ổ đĩa và các thiết bị lưu trữ ngoài.
- Hỗ trợ phím tắt và tùy chọn giao diện dòng lệnh (CLI).
- Giấy phép mở GNU GPLv3.

Để biết thêm những giới hạn trong phiên bản hiện tại, cũng như các thông tin kỹ thuật khác, xem trang web chính thức Lưu trữ ngày 4 tháng 8 năm 2018 tại Wayback Machine.

## Thuật toán mã hóa
- AES-256
- Serpent
- Twofish

Tất cả các thuật toán được thực hiện trong XTS mode.

## Hàm băm
- prf HMAC-SHA-512

## Hiệu năng
Trên CPU Intel Core 2 Quad (Q6600) tốc độ mã hoá dữ liệu lên tới 104 MB/s mỗi nhân. Các thuật toán mã hóa cho phiên bản x86 được thực hiện bằng ngôn ngữ assembly và tối ưu hết mức cho dòng vi xử lý Intel Core, tuy nhiên nó thực hiện đủ nhanh trên bất kỳ bộ xử lý nào khác. Hầu như tất cả các cải tiến có thể có để cải thiện hiệu năng đã được áp dụng, chẳng hạn mã của thuật toán AES được tạo động với những tối ưu cho việc sử dụng một khóa cụ thể.

## Hệ điều hành hỗ trợ
| Hệ điều hành | Hệ điều hành   | Gói dịch vụ | Kiến trúc tập lệnh |
| ------------ | -------------- | ----------- | ------------------ |
| Windows      | 2000           | SP0-SP4     | x86                |
| Windows      | XP             | SP0-SP3     | x86, x64           |
| Windows      | Server 2003    | SP0-SP2     | x86, x64           |
| Windows      | Vista          | SP0-SP2     | x86, x64           |
| Windows      | Server 2008    | SP0-SP2     | x86, x64           |
| Windows      | 7              | SP1         | x86, x64           |
| Windows      | Server 2008 R2 |             | x64                |
| Windows      | 8 / 8.1        |             | x86, x64           |
| Windows      | 10             |             | x86, x64           |